# 白珠桐属
白珠桐属（学名：Visnea）也称簇珠桐属，为五列木科的一个属。

## 物种
本属包括以下物种：
- Visnea canariensis Oken
- Visnea mocanera L.f.[1]